# Baronía de Florejachs
La baronía de Florejachs fue un título y señorío jurisdiccional centrado en el castillo homónimo. 
Perteneció inicialmente a los Alemany de Cervelló y luego, por los sucesivos matrimonios, pasó a los Josa, a los Cortit (1571), a los Bartomeu (1574), a los Agulló (1613), a los Ribera (1625) y, en 1741, a los marqueses de Gironella hasta 1837, año de la abolición de los señoríos en España. 
Del matrimonio de Francisco de Ribera y de Bartomeu, barón de Florejachs, y de María de Espuny y de Claramunt, baronesa de Ribert, nació José Antonio de Ribera y de Espuny-Claramunt, militar austracista a quien se le concedió en 1708 el título de conde de Claramunt.